# Vincent Garos
Vincent Garos, né le 1er juin 1982 à Nantes, est un marin de l'équipe de France de voile olympique. Grâce à une belle percée lors des championnats d'Europe en 2006, ils passent dans le haut niveau de la voile française.

## Équipage
Pierre Leboucher est à la barre, et Vincent Garos au trapèze.

## Palmarès

### Jeux olympiques
- Sélectionné pour représenter la France en 470 aux Jeux olympiques d'été de 2012 à Londres avec Vincent Garos. Les courses se déroulent à Weymouth. Ils sont entrainés par Nicolas Le Berre[2].
- Suppléant aux Jeux olympiques d'été de 2008 à Pékin avec Pierre LEBOUCHER.

### Championnat du monde
- 2e du championnat du monde de 2012 à Barcelone.

### Championnat d'Europe
- 3e aux Championnats d'Europe de 470 en 2006 avec Pierre Leboucher.

### Jeux méditerranéens
- 3e aux Jeux méditerranéens en 2009.

### Championnat de France
- 1er au championnat de France 2006, 2007, 2008 et 2009.
- Nommé au titre de "Marin de l'année 2011" par la F.F.Voile